# Spårvägar i Indien

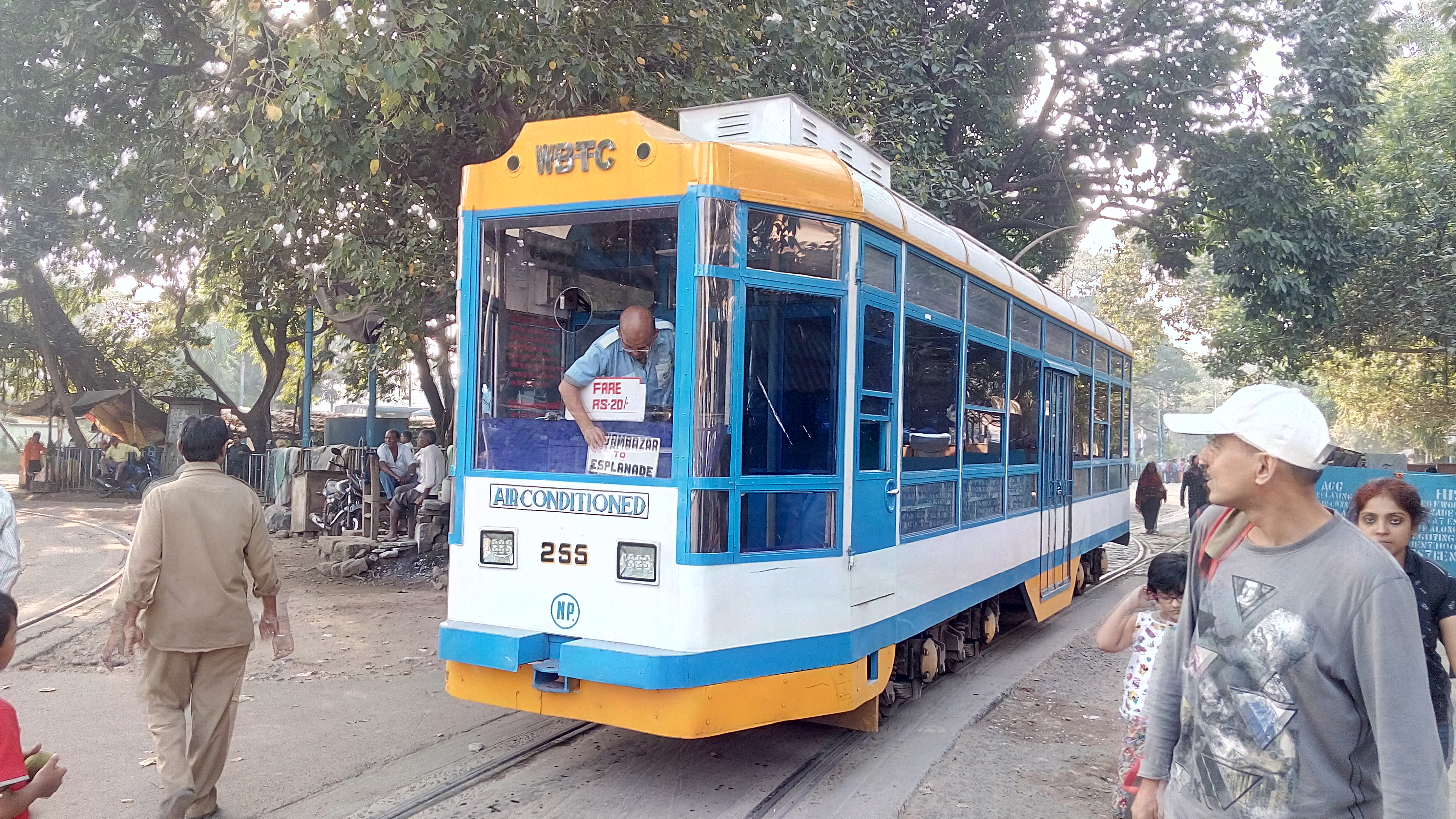
Modern spårvagn i Calcutta, 2019.

Spårvägar i Indien har funnits i flera städer.   Calcutta var den sista staden i Indien som hade kvar sitt spårvägssystem. Från 2025 finns bara en kort turistlinje kvar i centrum av staden.
Eldrivna spårvägar har dessutom funnits i:
- Bombay 1907-1963
- Chennai 1895-1953
- Kanpur 1907-1933
- Delhi 1908-1963

## Calcutta

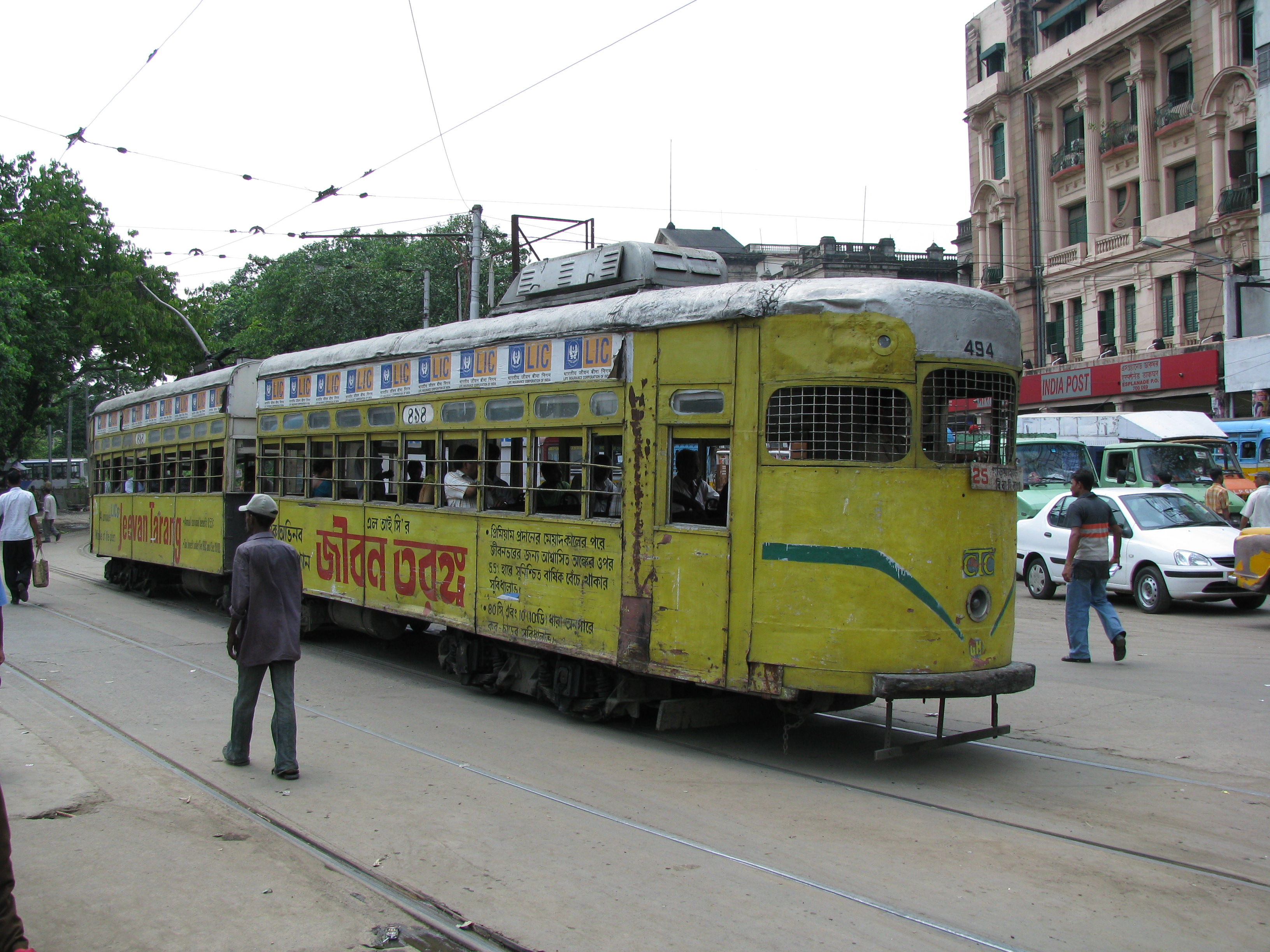
Spårvagn i Calcutta 2009

Den första eldrivna spårvägslinjen invigdes år 1902 och därmed är Calcuttas spårvägar de äldsta i Asien som fortfarande är i drift. Innan dess hade man från år 1873 haft en hästdragen spårvagn och också gjort försök att ersätta hästarna med ånglok.
År 2017 fanns det bara 8 linjer kvar, men i slutet av 1960-talet fanns det hela 52 linjer och 31 linjer var i drift så sent som år 2011. Spårvägsnätet har som mest varit omkring 70 km långt. De långsamma spårvagnarna kör bara i delar av staden.
Spårvägen i Calcutta drivs idag av West Bengal Transport Corporation (WBTC), men dess framtid är osäker på grund av  gamla och nerslita vagnar, få resenärer och konkurrens från bland annat metron.
Det finns dock krafter som vill bevara de ikoniska och miljövänliga spårvagnarna. Spårvagnsbolaget har också nyligen anskaffat ett par nya spårvagnar.
I oktober 2024 meddelade myndigheterna i Calcutta att spårvägen skulle läggas ned bortsett från en kort sträcka mellan Maidan och Esplanade i centrum av staden.

## Bombay

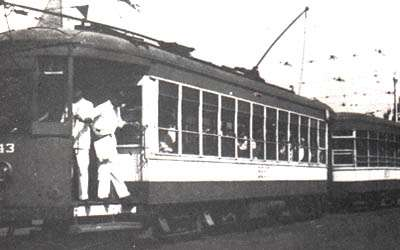
Bombays första spårvagn, 1907

Man började med eldriven spårvagnstrafik i Bombay, den 7 maj 1907 på samma linje som hade trafikerats med hästdragna spårvagnar sedan 1865. Spårvägen utökade kapaciteten genom att införa dubbeldäckade spårvagnar på linjen år 1920. Linjenätet var 57 km långt år 1947 och vagnparken bestod av 433 fordon. Spårvägslinjen lades ner den 31 mars 1964 till förmån för annan kollektivtrafik.

## Chennai
I Chennai (Madras) transporterade  både gods och passagerare med spårvagn mellan hamnen och inlandet. När spårvägslinjen togs i drift den 7 maj 1895 var den Indiens första med eldrift. I början fick spårvagnarna sin strömförsörjning via en skena i marken, men efter flera ödeläggande monsuner ändrade man till luftledningar. Spårvägen transporterade tungt gods och tusentals passagerare åkte med varje dag. Som mest, år 1921, hade man 97 vagnar och 24 km spår. Spårvägsbolaget gick konkurs omkring år 1950 och driften lades ner den 12 april 1953.

## Kanpur
I juni 1907 började spårvagnarna  att köra i Kanpur (då Cawnpore). Den 6,4 km långa linjen, som gick från järnvägsstationen till Sirsaya Ghat vid Gangesfloden trafikerades med 20 öppna vagnar av samma typ som i Delhi, Mumbai och Chennai. Trafiken lades ner den 16 maj 1933.

## Delhi

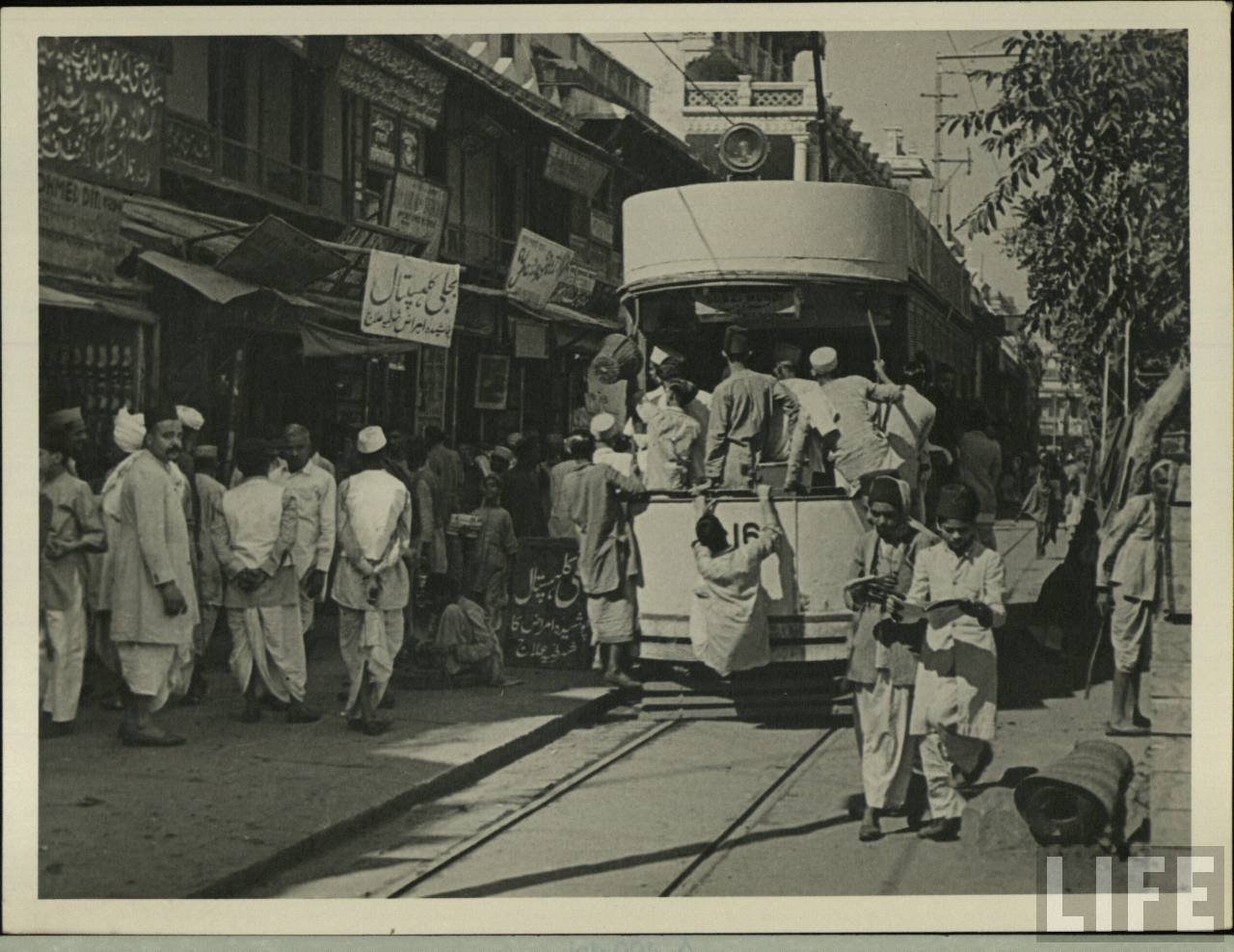
Spårvagn i Delhi

Spårvägen öppnade den 6 mars 1908 och år 1921 var spårsystemet 15 km långt och linjen hade 24 öppna vagnar. Driften lades ner 1963 på grund av trängsel och platsbrist på stadens gator, men det  diskuteras om spårvagnar skall införas i Delhi igen.